# Akhnaten
Pour les articles homonymes, voir Akhenaton (homonymie).
Personnages
- Akhenaton (contreténor)
- Néfertiti, sa femme (contralto)
- La reine Tye, mère d'Akhenaton (soprano)
- Horemheb, général (baryton)
- Le grand prêtre d'Amon (ténor)
- Aÿ, père de Néfertiti (basse)
- Scribe (narrateur)

Airs
- Hymn to the Sun — Acte II

Akhnaten est un opéra du compositeur américain de musique minimaliste Philip Glass. Cette œuvre en trois actes a été écrite en 1983 et s'inspire de la vie et des convictions religieuses du pharaon Akhenaton.

## Historique
Cet opéra est présenté comme le dernier volet d'une trilogie d'opéras sur « les hommes qui ont changé le monde dans lequel ils vivent par le pouvoir de leurs idées ». Les deux autres volets de cette trilogie sont Einstein on the Beach (composé en 1976) et Satyagraha (composé en 1980).
Akhnaten a été créé sous le titre allemand Echnaton le 24 mars 1984 sous la direction de Dennis Russell Davies au Staatsoper Stuttgart en Allemagne dans une mise en scène d'Achim Freyer (en). La première américaine a été jouée le 12 octobre 1984 à l'Opéra de Houston sous la direction musicale de John DeMain.
La création française de l'œuvre a lieu le 21 septembre 2002 à l'opéra de Strasbourg avec le contreténor David Walker dans le rôle-titre, les chœurs de l'opéra national du Rhin et l'orchestre philharmonique de Strasbourg dirigés par Dante Anzolini, dans une mise en scène de Mary Zimmermann et sur une chorégraphie de Daniel Pelzig,.

## Argument et structure
Le livret est tiré de textes de l'époque d'Akhenaton et chanté dans leur langue originale. Les chants sont liés par des commentaires d'un narrateur en langue moderne, anglais ou allemand. L'Hymne au soleil est chanté dans la langue de l'auditoire. Les écrits égyptiens sont tirés d'un poème d'Akhenaton lui-même, sur le Livre des morts des Anciens Égyptiens, et d'extraits de décrets et de lettres rédigés au cours des dix-sept ans de son règne, la période amarnienne. D'autres parties du livret sont en akkadien et en hébreu biblique.
- Acte I : 1re année du règne d'Akhenaton à Thèbes
  - Prélude
  - Scène 1 : Funeral of Akhenaten's father Amenophis III (Funérailles du père d'Akhenaton, Amenhotep III)
  - Scène 2 : The Coronation of Akhnaten (Le couronnement d'Akhenaton)
  - Scène 3 : The Window of Appearances (La fenêtre des apparitions)
- Acte II : De la 5e à la 15e année à Thèbes & Akhetaton
  - Scène 1 : The Temple (Le temple)
  - Scène 2 : Akhnaten and Nefertiti (Akhenaton et Néfertiti)
  - Scène 3 : The City - Dance (La ville - Danse)
  - Scène 4 : Hymn (Hymne)
- Acte III : 17e année et le présent
  - Scène 1 : The Family (La famille)
  - Scène 2 : The Attack and Fall of the City (L'attaque et la chute de la ville)
  - Scène 3 : The Ruins (Les ruines)
  - Scène 4 : Epilogue (Épilogue)

## Distribution à la création
| Rôle                                           | Type de voix                  | Distribution à la création                                                                                        |
| ---------------------------------------------- | ----------------------------- | --- |
| Akhenaton                                      | contreténor                   | Paul Esswood |
| Néfertiti, sa femme                            | contralto                     | Milagro Vargas |
| La reine Tye, mère d'Akhenaton                 | soprano                       | Maria Husmann / Melinda Liebermann                                                                                |
| Horemheb, général et futur Pharaon             | baryton                       | Wolfgang Probst / Tero Hannula                                                                                    |
| Le grand prêtre d'Amon                         | ténor                         | Helmut Holzapfel                                                                                                  |
| Aÿ, père de Néfertiti et conseiller du pharaon | basse                         | Konrad Arlt / Cornelius Hauptmann                                                                                 |
| Amenhotep III, père d'Akhenaton                | rôle parlé                    | David Warrilow |
| Les six filles d'Akhenaton                     | trois sopranos et trois altos | Victoria Schnieder Lynna Wilhelm-Königer Maria Koupilova-Ticha Christina Wachtler Geraldine Rose Angelika Schwarz |
| Scribe                                         | narrateur                     | Hildegard Wensch / David Warrilow                                                                                 |

## Accueil critique
Lors de sa première en France en 2002 — faite dix-huit ans après sa création en Allemagne — l'accueil du dernier volet de la trilogie d'opéras-portraits dédiés aux « hommes remarquables » est globalement bon pour l'œuvre elle-même, bien que la comparaison avec la version discographique de la création par Dennis Russell Davies ait été à son désavantage en raison, selon Éric Dahan, d'une direction insuffisamment « incisive, [pour] marquer plus vigoureusement les temps forts » ainsi que d'un orchestre dont la musique répétitive n'est pas « la culture » et donc fut « dépassé par le caractère mécanique de l'écriture ». Si la mise en scène, les costumes, et les décors ont été appréciés, c'est surtout la chorégraphie de Daniel Pelzig qui a été remarquée.
Lors d'une représentation à Los Angeles, en novembre 2016, des rassemblements sont organisées, notamment par la Black American Political Association of California. Les manifestants, brandissant des pancartes sur lesquelles est écrit « Akhenaton était noir », et donc s'inscrivant dans la mouvance afrocentriste, réclamaient que le rôle d'Akhnaten, pharaon d'Égypte, soit tenu par un chanteur noir et non un chanteur blanc. La direction de l'opéra, ne voulant s'immiscer ni dans la controverse historique, ni dans une querelle raciale, explique s'« efforç[er] de défendre la diversité dans [les] castings, [et] refus[er] d’établir des critères d’âge et de physique pour la distribution des rôles importants » considérant qu'Anthony Roth Costanzo (en), déjà interprète de ce rôle de contreténor auparavant à Londres est « l’un des seuls artistes de l’opéra de Los Angeles qui avait les compétences requises pour cette pièce ».

## Utilisations artistiques
- Le film Vincere de Marco Bellocchio utilise des extraits de Akhnaten et la musique originale de Carlo Crivelli s'en inspire.
- Le film Léviathan d'Andreï Zviaguintsev, au début et à la fin du film.

## Discographie
- Akhnaten - The Stuttgart State Opera Orchestra & Chorus - direction Dennis Russell Davies - Akhenaton : Paul Esswood, Nefertiti : Milagro Vargas, La reine Tye : Melinda Liebermann, Horemhab : Tero Hannula, Grand prêtre d'Amon : Helmut Holzapfel, Aye : Cornelius Hauptmann, Scribe : David Warrilow - CBS, 1987
- Prelude & Dance (Act II, Scene 3) - album partiel -, Ulster Orchestra, Label Naxos Regular Cd, 2000